# جوسيف شميد (أستاذ جامعي)
جوسيف شميد (بالألمانية: Josef Schmid)‏ هو عالم عقيدة ألماني، ولد في 26 يناير 1883 في باد آيبلينغ في ألمانيا، وتوفي في 4 سبتمبر 1975 في ميونخ في ألمانيا.